# Список епізодів телесеріалу «Загублені»
Список епізодів американського культового телесеріалу в жанрі робінзонади «Загублені», лауреата премій «Еммі» і «Золотий глобус». У центрі сюжету — історія пасажирів рейса 815 компанії Oceanic Airlines, що летіли з Сіднея, Австралія в Лос-Анджелес, США та зазнали катастрофи і опинилися на повному загадок і таємниць тропічному острові десь в Океанії. Кожна серія містить як основну сюжетну лінію на острові, так і другорядну, що розповідає про ключових персонажів серії в інший момент життя (в перших трьох сезонах — з минулого, в четвертому — з минулого і майбутнього). Серії п'ятого сезону також містять дві сюжетні лінії, перша з яких розвивається на острові безпосередньо після подій четвертого сезону, а друга — через три роки в США. Серіал був створений Дж. Дж. Абрамсом, Деймоном Лінделофом і Джеффрі Лібером і знімався головним чином на острові Оаху, Гаваї. Пілотна серія була показана на каналі ABC 22 вересня 2004 і зібрала біля екранів майже 19 мільйонів осіб. Відтоді було показано шість сезонів. Виконавчими продюсерами серіалу були Абрамс, Лінделоф, Карлтон К'юз, Браян Берк, Джек Бендер та інші. Композитором був Майкл Джаккіно. Через великий акторський ансамбль і вартість знімання на Гаваях серіал є одним з найдорожчих на телебаченні. Успішний і серед критиків, і серед публіки, «Загублені» збирав середню аудиторію в 16 мільйонів осіб під час показу першого сезону в США. Він завоював безліч нагород, включаючи «Еммі» за найкращий драматичний серіал в 2005 році, приз за найкращий американський серіал Британської академії телевізійних нагород у 2005, «Золотий глобус» як краща драма у 2006 і нагороду Гільдії акторів за видатний акторський ансамбль в драматичному серіалі.
В травні 2007 року було оголошено, що планують знімання ще трьох сезонів, по 16 серій в кожному, однак згодом ці плани були трохи скоректовані. Завершився показ серіалу 23 травня 2010 року — всього була показана 121 серія. Тепер[коли?] в США і Росії були показані всі шість сезонів.
Серіал «Загублені» став культурним феноменом, який породив цілий ряд супутніх явищ: по сюжету серіалу випускаються літературні твори, комікси. Влітку 2006 року пройшла рольова гра The Lost Experience. Напередодні виходу четвертого сезону в інтернеті проведена гра «Find 815». 26 лютого 2008 вийшла відеогра Lost: Via Domus.

## Сезони
| Сезон | Сезон | Епізоди | Оригінальні покази | Оригінальні покази | Оригінальні покази українською | Оригінальні покази українською |
| Сезон | Сезон | Епізоди | Прем'єра           | Фінал              | Прем'єра                       | Фінал                          |
| ----- | ----- | ------- | ------------------ | ------------------ | ------------------------------ | ------------------------------ |
|       | 1     | 25      | 22 вересня 2004    | 25 травня 2005     | 10 липня 2005                  |                                |
|       | 2     | 24      | 21 вересня 2005    | 24 травня 2006     |                                |                                |
|       | 3     | 23      | 6 жовтня 2006      | 23 травня 2007     | 24 березня 2008                | 24 квітня 2008                 |
|       | 4     | 14      | 31 січня 2008      | 29 травня 2008     | 21 липня 2009                  | 13 серпня 2008                 |
|       | 5     | 17      | 21 січня 2009      | 13 травня 2009     | 17 серпня 2009                 | 10 вересня 2009                |
|       | 6     | 18      | 2 лютого 2010      | 23 травня 2010     |                                |                                |

## Епізоди

### Перший сезон (2004-05)
Перший сезон серіалу Загублені розпочався в США і Канаді 22 вересня 2004 і закінчився 25 травня 2005 року. Він оповідає про 48 людей, що вижили, з рейсу 815 Oceanic Airlines, який впав на безлюдному острові десь в Тихому океані. Протягом сезону вони з'ясовують, що це незвичайний острів, і зустрічаються з різними небезпеками.
Перший сезон йшов по середах о 20:00 в США і Канаді в 2004 році, а Прем'єра в Україні відбулася 10 липня 2005 на телеканалі ICTV. Також в США і Канаді показали додатковий епізод — Lost: The Journey 27 квітня 2005. Після закінчення сезону в 2005 році вийшло DVD.
| № серії (загалом) | № серії (в сезоні) | Назва серії                              | Режисер(и)       | Сценарист(и)                                  | Головні персонажі            | Оригінальна дата показу | Дата показу в Україні | Глядачів (млн) |
| ----------------- | ------------------ | ---------------------------------------- | ---------------- | --------------------------------------------- | ---------------------------- | ----------------------- | --------------------- | -------------- |
| 1                 | 1                  | «Pilot (Part 1)»                         | Джей Джей Абрамс | Джефрі Лібер Джей Джей Абрамс Деймон Лінделоф | Джек Шепард                  | 22 вересня 2004         | 10 липня 2005         | 18,65          |
| 2                 | 2                  | «Pilot (Part 2)»                         | Джей Джей Абрамс | Джефрі Лібер Джей Джей Абрамс Деймон Лінделоф | Кейт Остін і Чарлі Пейс      | 29 вересня 2004         | невідомо              | 17,00          |
| 3                 | 3                  | «Tabula Rasa»                            | Джек Бендер      | Деймон Лінделоф                               | Кейт Остін                   | 6 жовтня 2004           | невідомо              | 16,54          |
| 4                 | 4                  | «Walkabout»                              | Джек Бендер      | Девід Фюрі                                    | Джон Локк                    | 13 жовтня 2004          | невідомо              | 18,16          |
| 5                 | 5                  | «White Rabbit»                           | Кевін Гукс       | Крістіан Тейлор                               | Джек Шепард                  | 20 жовтня 2004          | невідомо              | 16,82          |
| 6                 | 6                  | «House of the Rising Sun»                | Майкл Цінберг    | Хавєр Грильо-Марксуа                          | Сан Хва Квон                 | 27 жовтня 2004          | невідомо              | 16,83          |
| 7                 | 7                  | «The Moth»                               | Джек Бендер      | Дженіфер Джонсон,Пол Діні                     | Чарлі Пейс                   | 3 листопада 2004        | невідомо              | 18,73          |
| 8                 | 8                  | «Confidence Man»                         | Гейтс Такер      | Деймон Лінделоф                               | Джеймс Форд                  | 10 листопада 2004       | невідомо              | 18,44          |
| 9                 | 9                  | «Solitary»                               | Грег Яйтанс      | Девід Фюрі                                    | Саїд Джарра                  | 17 листопада 2004       | невідомо              | 17,64          |
| 10                | 10                 | «Raised by Another»                      | Маріта Грабяк    | Літт Лін Е.                                   | Клер Літтлтон                | 1 грудня 2004           | невідомо              | 17,15          |
| 11                | 11                 | «All the Best Cowboys Have Daddy Issues» | Вільямс Стівен   | Хавєр Грилло-Марксуа                          | Джек Шепард                  | 8 грудня 2004           | невідомо              | 18,88          |
| 12                | 12                 | «Whatever the Case May Be»               | Джек Бендер      | Деймон Лінделоф                               | Кейт Остін                   | 5 січня 2005            | невідомо              | 21,59          |
| 13                | 13                 | «Hearts and Minds»                       | Род Голкомб      | Карлтон К'юз                                  | Бун Карлайл                  | 12 січня 2005           | невідомо              | 20,81          |
| 14                | 14                 | «Special»                                | Грег Яйтанс      | Девід Фюрі                                    | Майкл Доусон та Волтер Ллойд | 19 січня 2005           | невідомо              | 19,69          |
| 15                | 15                 | «Homecoming»                             | Кевін Гукс       | Девід Лінделоф                                | Чарлі Пейс                   | 9 лютого 2005           | невідомо              | 19,48          |
| 16                | 16                 | «Outlaws»                                | Джек Бендер      | Дрю Годдард                                   | Джеймс Форд                  | 16 лютого 2005          | невідомо              | 17,87          |
| 17                | 17                 | «...In Translation»                      | Такер Гейт       | Леонард Дік                                   | Джин Су Квон                 | 23 лютого 2005          | невідомо              | 19,49          |
| 18                | 18                 | «Numbers»                                | Деніал Аттіас    | Девід Фюрі                                    | Х'юго Реєс                   | 2 березня 2005          | невідомо              | 18,85          |
| 19                | 19                 | «Deus Ex Machina»                        | Робер Мандел     | Деймон Лінделоф                               | Джон Локк                    | 30 березня 2005         | невідомо              | 17,75          |
| 20                | 20                 | «Do No Harm»                             | Стівен Вільямс   | Джанет Тамаро                                 | Джек Шепард                  | 6 квітня 2005           | невідомо              | 17,12          |
| 21                | 21                 | «The Greater Good»                       | Девід Гросман    | Леонард Дік                                   | Саїд Джарра                  | 4 травня 2005           | невідомо              | 17,20          |
| 22                | 22                 | «Born to Run»                            | Такер Гейтс      | Адам Хоровиш                                  | Кейт Остін                   | 11 травня 2005          | невідомо              | 17,10          |
| 23                | 23                 | «Exodus (Part 1)»                        | Джек Бендер      | Деймон Лінделоф                               | Різні                        | 18 травня 2005          | невідомо              | 18,62          |
| 2425              | 2425               | «Exodus (Part 2)»                        | Джек Бендер      | Деймон Лінделоф                               | Різні                        | 25 травня 2005          | невідомо              | 20,71          |

### Другий сезон (2005-2006)
Другий сезон вийшов в ефір американського телебачення 21 вересня 2005 року і складався з 24 епізодів. Основною його темою став конфлікт між вірою і знанням. Було введено кілька нових героїв: уцілілих після падіння хвоста літака та інших мешканців острова. Хоча деякі з секретів острова розкрилися, як і раніше залишалося неясно, хто такі Інакші.
| № серії (загалом) | № серії (в сезоні) | Назва серії                                               | Режисер(и)     | Сценарист(и)                        | Головні персонажі | Оригінальна дата показу | Дата показу в Україні | Глядачів (млн) |
| ----------------- | ------------------ | --------------------------------------------------------- | -------------- | ----------------------------------- | ----------------- | ----------------------- | --------------------- | -------------- |
| 26                | 1                  | «Man of Science, Man of Faith» «Людина науки,людина віри» | Джек Бендер    | Деймон Лінделоф                     | Джек Шепард       | 21 вересня 2005         | невідомо              | 23,47          |
| 27                | 2                  | «Adrift»                                                  | Стівен Вільямс | Леонар Дік                          | Майкл Доусон      | 28 вересня 2005         | невідомо              | 23,17          |
| 28                | 3                  | «Orientation»                                             | Джей Бендер    | Крег Райт                           | Джон Локк         | 5 жовтня 2005           | невідомо              | 22,38          |
| 29                | 4                  | «Everybody Hates Hugo»                                    | Алан Тейлор    | Адам Хорвіц                         | Х'юго Реєс        | 12 жовтня 2005          | невідомо              | 21,66          |
| 30                | 5                  | «And Found»                                               | Стівен Вільямс | Деймон Лінделоф                     | Сан Хва Квон      | 19 жовтня 2005          | невідомо              | 21,38          |
| 31                | 6                  | «Abandoned»                                               | Адам Девідсон  | Елізабет Сарноф                     | Шеннон Разерфорд  | 9 листопада 2005        | невідомо              | 20,01          |
| 32                | 7                  | «The Other 48 Days»                                       | Ерік Ланевіль  | Деймон Лінделоф                     | Ана-Люсія Кортес  | 16 листопада 2005       | невідомо              | 21,87          |
| 33                | 8                  | «Collision»                                               | Стівен Вільямс | Леонард Дік                         | Ана-Люсія Кортес  | 23 листопада 2005       | невідомо              | 19,29          |
| 34                | 9                  | «What Kate Did»                                           | Пол Едвардс    | Стівен Маеда                        | Кейт Остін        | 30 листопада 2005       | невідомо              | 21,54          |
| 35                | 10                 | «The 23rd Psalm»                                          | Мет Ерл Біслі  | Деймон Лінделоф                     | Містер Еко        | 11 січня 2006           | невідомо              | 20,56          |
| 36                | 11                 | «The Hunting Party»                                       | Стівен Вільямс | Елізабет Сарноф                     | Джек Шепард       | 18 січня 2006           | невідомо              | 19,13          |
| 37                | 12                 | «Fire + Water»                                            | Джек Бендер    | Адам Хоровіц                        | Чарлі Пейс        | 25 січня 2006           | невідомо              | 19,05          |
| 38                | 13                 | «The Long Con»                                            | Локсар Доусон  | Леонард Дік                         | Джеймс Форд       | 8 лютого 2006           | невідомо              | 18,74          |
| 39                | 14                 | «One of Them»                                             | Стівен Вільямс | Деймон Лінделоф                     | Саїд Джарра       | 15 лютого 2006          | невідомо              | 18,20          |
| 40                | 15                 | «Maternity Leave»                                         | Джек Бендер    | Доун Ламбертс Келлі, Метт Раггьянті | Клер Літтлтон     | 1 березня 2006          | невідомо              | 16,43          |
| 41                | 16                 | «The Whole Truth»                                         | Карен Гавіола  | Елізабет Сарноф                     | Сан Хва Квон      | 22 березня 2006         | невідомо              | 15,30          |
| 42                | 17                 | «Lockdown»                                                | Стівен Вільямс | Деймон Лінделоф                     | Джон Локк         | 29 березня 2006         | невідомо              | 16,21          |
| 43                | 18                 | «Dave»                                                    | Джек Бендер    | Адам Хоровіц                        | Х'юго Реєс        | 5 квітня 2006           | невідомо              | 16,38          |
| 44                | 19                 | «S.O.S.»                                                  | Ерік Ланевіль  | Леонард Дік                         | Роуз              | 12 квітня 2006          | невідомо              | 15,68          |
| 45                | 20                 | «Two for the Road»                                        | Пол Едвардс    | Елізабет Сарноф                     | Ана-Люсія Кортес  | 3 травня 2006           | невідомо              | 15,56          |
| 46                | 21                 | «?»                                                       | Деран Сарафян  | Деймон Лінделоф                     | Містер Еко        | 10 травня 2006          | невідомо              | 16,35          |
| 47                | 22                 | «Three Minutes»                                           | Стівен Вільямс | Адам Хоровіц                        | Майкл Доусон      | 17 травня 2006          | невідомо              | 14,67          |
| 48—49             | 23—24              | «Live Together, Die Alone»                                | Джек Бендер    | Деймон Лінделоф                     | Дезмонд Г'юм      | 24 травня 2006          | невідомо              | 17,84          |

### Третій сезон (2006-2007)
Третій сезон вийшов в ефір американського телебачення 4 жовтня 2006 року. Глядачі дізналися, що стало з викраденими Джеком, Кейт і Соєром; відкрилися деякі секрети Інакших і DHARMA. В кінці сезону у уцілілих з'явилася надія на порятунок.
| № серії (загалом) | № серії (в сезоні) | Назва серії                  | Режисер(и)       | Сценарист(и)                        | Головні персонажі | Оригінальна дата показу | Дата показу в Україні | Глядачів (млн) |
| ----------------- | ------------------ | ---------------------------- | ---------------- | ----------------------------------- | ----------------- | ----------------------- | --------------------- | -------------- |
| 50                | 1                  | «A Tale of Two Cities»       | Джек Бендер      | Деймон Лінделоф                     | Джек Шепард       | 4 жовтня 2006           | 24 березня 2008       | 18,82          |
| 51                | 2                  | «The Glass Ballerina»        | Пол Едвардс      | Джефф Пікнер                        | Сун і Джин        | 11 жовтня 2006          | 25 березня 2008       | 16,89          |
| 52                | 3                  | «Further Instructions»       | Стівен Вільямс   | Елізабет Сарнофф                    | Джон Локк         | 18 жовтня 2006          | 26 березня 2008       | 16,31          |
| 53                | 4                  | «Every Man for Himself»      | Стівен Вільямс   | Едвард Кітсіс                       | Соєр              | 25 жовтня 2006          | 27 березня 2008       | 17,09          |
| 54                | 5                  | «The Cost of Living»         | Джек Бендер      | Елісон Шапкер                       | Містер Еко        | 1 листопада 2006        | 31 березня 2008       | 16,07          |
| 55                | 6                  | «I Do»                       | Такер Гейтс      | Деймон Лінделоф                     | Кейт Остін        | 8 листопада 2006        | 1 квітня 2008         | 17,15          |
| 56                | 7                  | «Not in Portland»            | Стівен Вільямс   | Джефф Пінкнер                       | Джульєт Берк      | 7 лютого 2007           | 2 квітня 2008         | 14,49          |
| 57                | 8                  | «Flashes Before Your Eyes»   | Джек Бендер      | Деймон Лінделоф                     | Дезмонд Г'юм      | 14 лютого 2007          | 3 квітня 2008         | 12,84          |
| 58                | 9                  | «Stranger in a Strange Land» | Періс Барклай    | Елізабет Сарнофф                    | Джек Шепард       | 21 лютого 2007          | 7 квітня 2008         | 12,95          |
| 59                | 10                 | «Tricia Tanaka Is Dead»      | Тріша Танака     | Ерік Ланевіль                       | Х'юго Реєс        | 28 лютого 2007          | 8 квітня 2008         | 12,78          |
| 60                | 11                 | «Enter 77»                   | Стівен Вільямс   | Деймон Лінделоф                     | Саїд Джарра       | 7 березня 2007          | 9 квітня 2008         | 12,45          |
| 61                | 12                 | «Par Avion»                  | Пол Едвардс      | Крістіна М. Кім і Джордан Розенберг | Клер Літтлтон     | 14 березня 2007         | 10 квітня 2008        | 12,48          |
| 62                | 13                 | «The Man from Tallahassee»   | Джек Бендер      | Дрю Годдард и Джефф Пінкнер         | Джон Локк         | 21 березня 2007         | 14 квітня 2008        | 12,22          |
| 63                | 14                 | «Exposé»                     | Стівен Вільямс   | Едвард Кітсіс                       | Ніккі та Пауло    | 28 березня 2007         | 15 квітня 2008        | 11,52          |
| 64                | 15                 | «Left Behind»                | Гавіола Карен    | Деймон Лінделоф                     | Кейт Остін        | 4 квітня 2007           | 16 квітня 2008        | 11,66          |
| 65                | 16                 | «One of Us»                  | Джек Бендер      | Дрю Годард                          | Джульєт Берк      | 11 квітня 2007          | 17 квітня 2008        | 12,09          |
| 66                | 17                 | «Catch-22»                   | Стівен Вільямс   | Джеф Пінкнер                        | Дезмонд Г'юм      | 18 квітня 2007          | 21 квітня 2008        | 12,08          |
| 67                | 18                 | «D.O.C.»                     | Фредерік І.О.Туа | Едвард Кітсіс                       | Сун               | 25 квітня 2007          | 22 квітня 2008        | 11,86          |
| 68                | 19                 | «The Brig»                   | Ерік Ланевіль    | Деймон Лінделоф                     | Джон Локк         | 3 травня 2007           | 22 квітня 2008        | 12,33          |
| 69                | 20                 | «The Man Behind the Curtain» | Бобі Рот         | Елізабет Сарнофф                    | Бенджамін Лайнус  | 9 травня 2007           | 23 квітня 2008        | 12,11          |
| 70                | 21                 | «Greatest Hits»              | Стівен Вільямс   | Едвард Кітсіс                       | Чарлі Пейс        | 16 травня 2007          | 23 квітня 2008        | 12,32          |
| 7172              | 2223               | «Through the Looking Glass»  | Джек Бендер      | Деймон Лінделоф                     | Джек Шепард       | 23 травня 2007          | 24 квітня 2008        | 13,86          |

### Четвертий сезон (2008)
Показ четвертого сезону почався 31 січня 2008 року. Прибуває корабель з рятувальниками, але рятуються тільки 6 чоловік з рейсу 815. Флешфорварди відкривають подробиці їхнього порятунку.
| № серії (загалом) | № серії (в сезоні) | Назва серії                                | Режисер(и)     | Сценарист(и)     | Головні персонажі                        | Оригінальна дата показу | Дата показу в Україні        | Глядачів (млн) |
| ----------------- | ------------------ | ------------------------------------------ | -------------- | ---------------- | ---------------------------------------- | ----------------------- | ---------------------------- | -------------- |
| 73                | 1                  | «The Beginning of the End» «Початок Кінця» | Джек Бендер    | Деймон Лінделоф  | Х'юго Реєс                               | 31 січня 2008           | 21 липня 2009                | 16,07          |
| 74                | 2                  | «Confirmed Dead»                           | Стівен Вільямс | Брайан К. Вон    | Фарадей, Френк, Шарлотта, Майлз та Наомі | 7 лютого 2008           | 22 липня 2009                | 15,06          |
| 75                | 3                  | «The Economist»                            | Джек Бендер    | Адам Хоровіц     | Саїд Джарра                              | 14 лютого 2008          | 23 липня 2009                | 13,62          |
| 76                | 4                  | «Eggtown»                                  | Стівен Вільямс | Елізабет Сарнофф | Кейт Остін                               | 21 лютого 2008          | 27 липня 2009                | 13,53          |
| 77                | 5                  | «The Constant»                             | Джек Бендер    | Деймон Лінделоф  | Дезмонд Г'юм                             | 28 лютого 2008          | 28 липня 2009                | 12,85          |
| 78                | 6                  | «The Other Woman»                          | Ерік Ланевіль  | Дрю Годард       | Джульєт Берк                             | 6 березня 2008          | 29 липня 2009                | 12,90          |
| 79                | 7                  | «Ji Yeon»                                  | Стефен Семел   | Адам Хоровиц     | Сун і Джин                               | 13 березня 2008         | 3 серпня 2009                | 11,87          |
| 80                | 8                  | «Meet Kevin Johnson»                       | Стівен Вільямс | Елізабет Сарнофф | Майкл                                    | 20 березня 2008         | 4 серпня 2009                | 11.28          |
| 81                | 9                  | «The Shape of Things to Come»              | Джек Бендер    | Дрю Годард       | Бенджамін Лайнус                         | 24 квітня 2008          | 5 серпня 2009                | 12,33          |
| 82                | 10                 | «Something Nice Back Home»                 | Стівен Вільямс | Едвард Кітсіс    | Джек Шепард                              | 1 травня 2008           | 6 серпня 2009                | 11,14          |
| 83                | 11                 | «Cabin Fever»                              | Пол Едвардс    | Елізабет Сарнофф | Джон Локк                                | 8 травня 2008           | 10 серпня 2009               | 11,28          |
| 84                | 12                 | «There's No Place Like Home (Part 1)»      | Стівен Вільямс | Деймон Лінделоф  | Джек, Кейт, Саїд, Херлі, Сун             | 15 травня 2008          | 11 серпня 2009               | 11,40          |
| 8586              | 1314               | «There's No Place Like Home (Part 2)»      | Джек Бендер    | Деймон Лінделоф  | Джек, Кейт, Саїд, Херлі, Сун             | 29 травня 2008          | 12 серпня 200913 серпня 2009 | 12,20          |

### П'ятий сезон (2009)
Прем'єра п'ятого сезону телесеріалу «Загублені» відбулася 21 січня 2009 року. Показуються наслідки переміщення острова, а також возз'єднання і повернення на острів «шістки Ошеанік».
| № серії (загалом) | № серії (в сезоні) | Назва серії                              | Режисер(и)     | Сценарист(и)       | Головні персонажі | Оригінальна дата показу | Дата показу в Україні | Глядачів (млн) |
| ----------------- | ------------------ | ---------------------------------------- | -------------- | ------------------ | ----------------- | ----------------------- | --------------------- | -------------- |
| 87                | 1                  | «Because You Left» «Тому, що ви поплили» | Стівен Вільямс | Деймон Лінделоф    | Буде оголошено    | 21 січня 2009           | невідомо              | 11,66          |
| 88                | 2                  | «The Lie»                                | Джек Бендер    | Едвард Кітсіс      | Х'юго Реєс        | 21 січня 2009           | невідомо              | 11,08          |
| 89                | 3                  | «Jughead»                                | Род Голокомб   | Елізабет Сарнофф   | Дезмонд Г'юм      | 28 січня 2009           | невідомо              | 11,07          |
| 90                | 4                  | «The Little Prince»                      | Стівен Вільямс | Брайан К. Вон      | Кейт Остін        | 4 лютого 2009           | невідомо              | 10,98          |
| 91                | 5                  | «This Place Is Death»                    | Пол Едвардс    | Едвард Кітсіс      | Сун і Джин        | 11 лютого 2009          | невідомо              | 9,77           |
| 92                | 6                  | «316»                                    | Стівен Вільямс | Деймон Лінделоф    | Джек Шепард       | 18 лютого 2009          | невідомо              | 11,27          |
| 93                | 7                  | «The Life and Death of Jeremy Bentham»   | Джек Бендер    | Деймон Лінделоф    | Джон Локк         | 25 лютого 2009          | невідомо              | 9,82           |
| 94                | 8                  | «LaFleur»                                | Марк Голдман   | Елізабет Сарнофф   | Джеймс Форд       | 4 березня 2009          | невідомо              | 10,61          |
| 95                | 9                  | «Namaste»                                | Джек Бендер    | Брайан К. Вон      | Буде оголошено    | 18 березня 2009         | невідомо              | 9,08           |
| 96                | 10                 | «He's Our You»                           | Грег Яйтанс    | Едвард Кітсіс      | Саїд Джарра       | 25 березня 2009         | невідомо              | 8,82           |
| 97                | 11                 | «Whatever Happened, Happened»            | Бобі Рот       | Деймон Лінделоф    | Кейт Остін        | 1 квітня 2009           | невідомо              | 9,35           |
| 98                | 12                 | «Dead Is Dead»                           | Стівен Вільямс | Елізабет Сарнофф   | Бенджамін Лайнус  | 8 квітня 2009           | невідомо              | 8,29           |
| 99                | 13                 | «Some Like It Hoth»                      | Джек Бендер    | Мелінда Гсю Тейлор | Майлз Штром       | 15 квітня 2009          | невідомо              | 9,23           |
| 100               | 14                 | «The Variable»                           | Пол Едвардс    | Едвард Кітсіс      | Деніел Фарадей    | 29 квітня 2009          | невідомо              | 9,04           |
| 101               | 15                 | «Follow the Leader»                      | Стівен Вільямс | Елізабет Сарнофф   | Буде оголошено    | 6 травня 2009           | невідомо              | 8,70           |
| 102—103           | 16—17              | «The Incident»                           | Джек Бендер    | Деймон Лінделоф    | Джейкоб           | 13 травня 2009          | невідомо              | 9,43           |

### Шостий сезон (2010)
Шостий сезон стартував в ефірі американського телебачення 2 лютого 2010 року і складається з 16 серій, перша і остання серія здвоєні (двогодинні).
| № серії (загалом) | № серії (в сезоні) | Назва серії            | Режисер(и)   | Сценарист(и)       | Головні персонажі           | Оригінальна дата показу | Дата показу в Україні | Глядачів (млн) |
| ----------------- | ------------------ | ---------------------- | ------------ | ------------------ | --------------------------- | ----------------------- | --------------------- | -------------- |
| 104—105           | 1—2                | «LA X»                 | Джек Бендер  | Деймон Лінделоф    | Буде оголошено              | 2 лютого 2010           | невідомо              | 12,09          |
| 106               | 3                  | «What Kate Does»       | Пол Едвардс  | Едвард Кітсіс      | Кейт Остін                  | 9 лютого 2010           | невідомо              | 11.05          |
| 107               | 4                  | «The Substitute»       | Такер Гейтс  | Елізабет Сарнофф   | Джон Локк                   | 16 лютого 2010          | невідомо              | 9,82           |
| 108               | 5                  | «Lighthouse»           | Джек Бендер  | Деймон Лінделоф    | Джек Шепард                 | 24 лютого 2010          | невідомо              | 9.95           |
| 109               | 6                  | «Sundown»              | Бобі Рот     | Грем Роланд        | Саїд Джарра                 | 3 березня 2010          | невідомо              | 9,29           |
| 110               | 7                  | «Dr. Linus»            | Ван Піблз    | Едвард Кітсіс      | Бенджамін Лайнус            | 10 березня 2010         | невідомо              | 9,49           |
| 111               | 8                  | «Recon»                | Джек Бендер  | Елізабет Сарнофф   | Соєр                        | 17 березня 2010         | невідомо              | 8,87           |
| 112               | 9                  | «Ab Aeterno»           | Такер Гейтс  | Мелінда Гсю Тейлор | Річард                      | 24 березня 2010         | невідомо              | 9,31           |
| 113               | 10                 | «The Package»          | Пол Едвардс  | Грем Роланд        | Джин та Сун                 | 30 березня 2010         | невідомо              | 10,13          |
| 114               | 11                 | «Happily Ever After»   | Джек Бендер  | Деймон Лінделоф    | Дезмонд Г'юм                | 6 квітня 2010           | невідомо              | 9,55           |
| 115               | 12                 | «Everybody Loves Hugo» | Ден Атіас    | Едвард Кітсіс      | Х'юго Реєс                  | 13 квітня 2010          | невідомо              | 9,48           |
| 116               | 13                 | «The Last Recruit»     | Стефен Семел | Грем Роланд        | Буде оголошено              | 20 квітня 2010          | невідомо              | 9,53           |
| 117               | 14                 | «The Candidate»        | Джек Бендер  | Елізабет Сарнофф   | Джек та Локк                | 4 травня 2010           | невідомо              | 9,59           |
| 118               | 15                 | «Across the Sea»       | Такер Гейтс  | Деймон Лінделоф    | Джейкоб та Людина у Чорному | 11 травня 2010          | невідомо              | 10,32          |
| 119               | 16                 | «What They Died For»   | Пол Едвардс  | Едвард Кітсіс      | Буде оголошено              | 18 травня 2010          | невідомо              | 10,47          |
| 120—121           | 17—18              | «The End»              | Джек Бендер  | Деймон Лінделоф    | Буде оголошено              | 23 травня 2010          | невідомо              | 13,57          |

### Епілог (2010)
| Назва серії | Режисер(и)  | Сценарист(и)                                   | Оригінальний показ         | Оригінальний показ українською |
| --- | ----------- | ---------------------------------------------- | -------------------------- | ------------------------------ |
| «Нова Людина в порядку» | Пол Едвардс | Мелінда Гсу Тейлор, Грем Роланд і Джим Галассо | 24 серпня 2010 р. (На DVD) | невідомо                       |
| Після подій фіналу серіалу Бен звільняє двох працівників Дхарми з ініціативи своїх обов'язків перед тим, як відповісти на кілька запитань. Пізніше Бен набирає старого друга, щоб приєднатися до нього на острові. |             |                                                |                            |                                |

## Мобізоди: 2007-2008
Тринадцять кліпів, або мобізодов, тривалістю від однієї до чотирьох хвилин, були зняті для мобільних телефонів. Через шість днів після виходу кліпу для скачування на мобільний він був доступний в режимі онлайн на сайті ABC.com. «Код серії» - виробничий код, що позначає порядок, в якому мобізоди були зняті, що відрізняється від того, в якому вони виходили і розташовані на DVD.
| Номер серії | Номер серії у сезоні | Назва серії                                   | Режисер(и)  | Сценарист(и)     | Головний персонаж       | Оригінальний показ | Оригінальний показ українською | Код серії      | Глядачі (у мільйонах) |
| --- | -------------------- | --------------------------------------------- | ----------- | ---------------- | ----------------------- | ------------------ | ------------------------------ | -------------- | --------------------- |
| 1 | 107                  | «The Watch»                                   | Джек Бендер | Карлтон К'юз     | Джек і Крістіан         | 11 листопада 2007  | Буде оголошено                 | Буде оголошено | Н/Д                   |
| Перед весіллям Джека з Сарою Крістіан вибачається перед сином за те, що не був йому хорошим батьком, і дарує годинник, який дістався йому від його батька.                                                               |                      |                                               |             |                  |                         |                    |                                |                |                       |
| 2 | 103                  | «The Adventures of Hurley and Frogurt»        | Джек Бендер | Едвард Кітсіс    | Х'юго Реєс              | 13 листопада 2007  | невідомо                       | Буде оголошено | Н/Д                   |
| Коли Херлі повертається в табір, щоб взяти вино на пікнік з Ліббі, він зустрічає Нілу - продавця заморожених йогуртів. Фрогурт пояснює Херлі, що теж має види на Ліббі і чекає, коли її відносини з Херлі закінчаться.   |                      |                                               |             |                  |                         |                    |                                |                |                       |
| 3 | 101                  | «King of the Castle»                          | Джек Бендер | Брайан К. Вон    | Джек і Бен              | 20 листопада 2007  | невідомо                       | Буде оголошено | Н/Д                   |
| Під час перебування Джека в таборі Інакших він грає з Беном в шахи. Бен каже йому, що Острів може не дозволити Джеку покинути його, і навіть якщо йому це вдасться, одного разу він пошкодує про це.                     |                      |                                               |             |                  |                         |                    |                                |                |                       |
| 4 | 110                  | «The Deal»                                    | Джек Бендер | Елізабет Сарнофф | Майкл і Джульєт         | 26 листопада 2007  | невідомо                       | Буде оголошено | Н/Д                   |
| Джульєт відвідує Майкла, коли він перебуває в полоні у Інакших і обговорює з ним необхідність від'їзду Волта з Острова.                                                                                                  |                      |                                               |             |                  |                         |                    |                                |                |                       |
| 5 | 106                  | «Operation: Sleeper»                          | Джек Бендер | Брайан К. Вон    | Джек і Джульєт          | 3 грудня 2007      | невідомо                       | Буде оголошено | Н/Д                   |
| Джульєт будить Джека вночі і розповідає, що як і раніше працює на Бена. |                      |                                               |             |                  |                         |                    |                                |                |                       |
| 6 | 104                  | «Room 23»                                     | Джек Бендер | Елізабет Сарнофф | Джульєт і Бен           | 11 грудня 2007     | невідомо                       | Буде оголошено | Н/Д                   |
| Волт в полоні у Інакших і замкнений в кімнаті 23. Джульєт показує Бену убитих хлопчиком птахів у забитого вікна кімнати.                                                                                                 |                      |                                               |             |                  |                         |                    |                                |                |                       |
| 7 | 112                  | «Arzt & Crafts»                               | Джек Бендер | Деймон Лінделоф  | Херлі, Джин, Сун, Майкл | 17 грудня 2007     | невідомо                       | Буде оголошено | Н/Д                   |
| Арцт намагається відмовити уцілілих йти в печери за Джеком, поки не чує димового монстра і сам вирішує перебратися туди.                                                                                                 |                      |                                               |             |                  |                         |                    |                                |                |                       |
| 8 | 105                  | «Buried Secrets»                              | Джек Бендер | Крістіна М. Кім  | Джин, Сун, Майкл        | 24 грудня 2007     | невідомо                       | Буде оголошено | Н/Д                   |
| Сун закопує фальшиве водійське посвідчення, коли з'являється Майкл. Вона розповідає йому, що збиралася кинути Джина, і вони практично цілуються.                                                                         |                      |                                               |             |                  |                         |                    |                                |                |                       |
| 9 | 111                  | «Tropical Depression»                         | Джек Бендер | Карлтон К'юз     | Майкл                   | 31 грудня 2007     | невідомо                       | Буде оголошено | Н/Д                   |
| Арцт зізнається Майклу, що збрехав про новий сезон дощів. Також він розповідає йому, що прилетів до Австралії, щоб побачити дівчину, з якою він познайомився в Інтернеті, але був відкинутий.                            |                      |                                               |             |                  |                         |                    |                                |                |                       |
| 10 | 102                  | «Jack, Meet Ethan. Ethan? Jack.»              | Джек Бендер | Деймон Лінделоф  | Джек і Ітан             | 7 січня 2008       | невідомо                       | Буде оголошено | Н/Д                   |
| Ітан приносить Джеку чемоданчик з ліками, вони говорять про Клер і про те, що їм найімовірніше, доведеться приймати пологи.                                                                                              |                      |                                               |             |                  |                         |                    |                                |                |                       |
| 11 | 108                  | «Jin Has a Temper-Tantrum on the Golf Course» | Джек Бендер | Дрю Годард       | Джин, Херлі, Майкл      | 14 січня 2008      | невідомо                       | Буде оголошено | Н/Д                   |
| Джин, Майкл і Херлі грають в гольф. Джин б'є по м'ячу, але не заганяє його в лунку, і у нього починається істерика. |                      |                                               |             |                  |                         |                    |                                |                |                       |
| 12 | 109                  | «The Envelope»                                | Джек Бендер | Деймон Лінделоф  | Джульєт Берк            | 21 січня 2008      | невідомо                       | Буде оголошено | Н/Д                   |
| Джульєт обпекла руку, поки готувала кекси. До неї заходить жінка, і розмова заходить про Бена. Джульєт збирається показати їй конверт зі знімками Бена, на яких видно пухлину, але тут приходять члени клубу книголюбів. |                      |                                               |             |                  |                         |                    |                                |                |                       |
| 13 | 113                  | «So It Begins»                                | Джек Бендер | Дрю Годард       | Джек, Крістіан          | 28 січня 2008      | невідомо                       | Буде оголошено | Н/Д                   |
| Події відбуваються відразу після падіння літака. Крістіан просить Вінсента побігти і знайти Джека. Повторюється сцена відкриття серіалу, в якій Джек приходить до тями посеред джунглів, і повз пробігає Вінсент.        |                      |                                               |             |                  |                         |                    |                                |                |                       |

## Спецвипуски: 2005-2010
Тут представлені спецвипуски і оглядові серії, зроблені командою  Загублених .
| №     | Назва                              | Оповідач (і)                                               | Показаний між серіями                                        | Дата показу в США | Глядачі США (мільйони) | - |
| 1     | «Lost: The Journey»                | Браяан Кокс, Еванджелін Ліллі, Домінік Монаган в Австралії | «Близькі родичі» і «Добрі наміри»                            | 27 квітня 2005    | 13.75                  |   |
| 2     | «Destination Lost»                 | Пітер Койот                                                | «Результат» і «Людина науки, людина віри»                    | 21 вересня 2005   | 15.27                  |   |
| 3     | «Lost: Revelation»                 | Пітер Койот Ведучий - Дж. Дж. Абрамс в Австралії           | «Що зробила Кейт» і «23-й псалом»                            | 11 січня 2006     | 13.52                  |   |
| 4     | «Lost: Reckoning»                  | Пітер Койот                                                | «Врятуйте наші душі» і «Обмін»                               | 26 квітня 2006    | 11.95                  |   |
| 5     | «Lost: A Tale of Survival»         | Майкл Емерсон                                              | «Живемо разом, вмираємо на самоті» і «Повість про два міста» | 27 вересня 2006   | 9.03                   |   |
| 6     | «Lost Survivor Guide»              | Кайл Маклаклен Ведучі - Деймон Лінделоф і Карлтон К'юз     | «Я згодна» і «Не в Портленді»                                | 7 лютого 2007     | 8.84                   |   |
| 7     | «Lost: The Answers»                | Кайл Маклаклен Ведучі - Деймон Лінделоф і Карлтон К'юз     | «Вибране» і «У Задзеркаллі»                                  | 17 травня 2007    | 9.12                   |   |
| 8     | «Lost: Past, Present & Future»     | Майкл Емерсон                                              | «У Задзеркаллі» і «Початок кінця»                            | 31 січня 2008     | 13.06                  |   |
| 9     | «Lost: Destiny Calls»              | Дуг Гатчінсон Ведучі - Деймон Лінделоф і Карлтон К'юз      | «Немає місця краще будинку» і «Тому що вас немає»            | 21 січня 2009     | 8.48                   |   |
| 10    | «Lost: The Story of the Oceanic 6» | Нестор Карбонелл                                           | «Деякі люблять холодніше» і «Змінна»                         | 22 квітня 2009    | 6.75                   |   |
| 11    | «Lost: A Journey in Time»          | Майкл Емерсон Ведучі - Деймон Лінделоф і Карлтон К'юз      | «Йди за лідером» і «Інцидент»                                | 13 травня 2009    | 6.33                   |   |
| 12    | «Lost: Final Chapter»              | Майкл Емерсон                                              | «Інцидент» і «Аеропорт Лос-Анджелеса»                        | 2 лютого 2010     | 9.97                   |   |
| 13—14 | «Lost: The Final Journey»          | Тітус Веллівер                                             | «Заради чого вони загинули» і «Кінець»                       | 23 травня 2010    | 9.93                   |   |